# شون إليوت (لاعب كرة قدم)
شون إليوت (بالإنجليزية: Shaun Elliott)‏ (26 يناير 1957 في المملكة المتحدة - ) هو لاعب كرة قدم بريطاني في مركز الدفاع. شارك مع منتخب إنجلترا لكرة القدم الرديف. أما مع النوادي، فقد لعب مع كولتشستر يونايتد ونادي بلاكبول ونادي سندرلاند ونورويتش سيتي وسياتل ساوندرز وألباني كابيتالز ‏.

## وصلات خارجية
- شون إليوت على موقع قاعدة بيانات كرة القدم.إي يو (الإنجليزية)